# تاکاشی ساسانو (بازیکن فوتبال)
تاکاشی ساسانو (ژاپنی: 笹野 天史؛ زادهٔ ۱۲ فوریهٔ ۱۹۸۳) یک بازیکن فوتبال اهل ژاپن است.
از باشگاه‌هایی که در آن بازی کرده‌است می‌توان به باشگاه فوتبال توکوشیما ورتیس اشاره کرد.